# 大特凯
大特凯（匈牙利語：Nagytőke），是匈牙利琼格拉德-乔纳德州所辖的一个村。总面积54.68平方公里，总人口410，人口密度7.13人/平方公里（2015年）。